# Gustav Stier
Friedrich Gustav Alexander Stier (* 7. Februar 1807 in Berlin; † 18. November 1880 ebd.) war ein deutscher Architekt, Publizist und Hochschullehrer.

## Leben
Gustav Stier war ein Cousin des Architekten Wilhelm Stier. Sein Studium an der Berliner Bauakademie von 1822 bis 1824 schloss er mit der Feldmesserprüfung ab und war anschließend praktisch tätig bei Friedrich Schramm. Es folgte eine Bauführerprüfung (vermutlich 1828). Er wurde Mitglied im Architektenverein und arbeitete von 1828 bis 1837 als Zeichner und Mitarbeiter bei Karl Friedrich Schinkel. Im Februar 1836 legte er die Baumeisterprüfung ab. Von 1839 bis 1842 lehrte er am Gewerbeinstitut das Fach Freihandzeichnen. Von 1842 bis 1864 war er Dozent an der Bauakademie mit den Lehrgebieten  Freihandzeichnen, Architekturzeichnen und Geschichte der Baukunst, ab 1843 als Professor. 1852 wurde er zum Baurat ernannt. 1861 trat er in den Ruhestand.

## Werke (Auswahl)
- 1832: Bauaufnahme des Schlosses Erdmannsdorff
- 1837: Hirschfeldsches Magazin in Berlin
- Nach 1840: Denkmal für Kurfürst Johann Friedrich in Grünau
- 1842: Pfeiler für das Gitter des Schinkelgrabs in Berlin
- 1842–1844: Ornamentaler Schmuckrahmen für das Porzellanbildnis Friedrich Wilhelms IV.
- 1845–1856: Grabkapelle auf Gut Battinsthal
- 1853/54: Synagoge Johannisstraße in Berlin

## Publikation
- Vorlegeblätter für Bauhandwerker insbesondere Maurer und Zimmerleute, Ernst & Korn, 1853